# Prêmio Jovem Brasileiro 2017
O Prêmio Jovem Brasileiro 2017 foi a 16ª edição do Prêmio Jovem Brasileiro, prêmio que reconhece aos melhores da geração Y nas áreas de música, televisão, filmes, esportes, empreendedorismo e mundo digital. O evento aconteceu no dia 25 de setembro de 2017 na Sala São Paula, na cidade de São Paulo e foi transmitido ao vivo para o Brasil inteiro pelo YouTube, reunido mais de 10 mil expectadores.

## Apresentações
- Ana Vilela
- Wanessa Camargo
- Zeeba

## Indicados e vencedores
| Site ou Blog Preferido | Personalidade da Internet |
| --- | --- |
| *Hugo Gloss - Lovers Malhação - Blog Cereja Negra - Blog Sophia Abrahão - Boca Rosa - Depois dos Quinze - Carina Rocha - Supervaidosa - É do Babado - Garotas Estúpidas | *Emilly Araújo - Hugo Gloss - Gusta Stockler - Christian Figueiredo - Whindersson Nunes - Erick Mafra - Kéfera - Sophia Abrahão - Thayana OG - Maisa Silva |
| Melhor Instagram | Melhor Espetáculo Teatral ou Musical |
| - Anitta - Danny Pink - Erick Mafra - Ivete Sangalo - João Paulo Gardelha *Maria Claudia - Luan Santana - Nah Cardoso - Tatá Werneck - Thaynara OG | - Boca Rosa – A peça - Os Donos do Mundo - Meu Amigo Charlie Brown - Enfim, Nós - Talvez Você se Arrependa – Júlio Cocielo *Meu Passado não me Condena - Carrosel – O Musical - Mamonas – O musical - Marminino – Whindersson Nunes - Minha Vida Não Faz Sentido                  |
| Melhor Humorista Jovem | Apresentador ou Repórter da TV |
| *Whindersson Nunes - Paulo Gustavo - Eros Prado - Leo Lins - Tatá Werneck - Fábio Porchat - Marco Luque - Gui Santana - Tirulipa - Bruna Louise | - Danilo Gentili - Mel Fronckowiak - Sabrina Sato - Tatá Werneck *Sophia Abrahão - Rodrigo Faro - Titi Muller - Fernanda Souza *Fabio Porchat - Anitta |
| Melhor Atriz Jovem | Melhor Ator Jovem |
| - Anaju Dorigon - Isis Valverde - Sophie Charlotte - Bruna Marquezine - Mel Fronckowiak - Sophia Abrahão - Cleo Pires - Larissa Manoela - Maisa Silva - Tatá Werneck | *Fiuk - Arthur Aguiar - Chay Suede - Luccas Papp - Caio Castro - Rafael Vitti - João Guilherme - Gabriel Leone - Lucas Lucco - Sérgio Malheiros |
| Programa ou Série | Melhor Filme Nacional |
| - The Noite com Danilo Gentili - Programa do Porchat - Malhação - +Show - Vai Que Cola - Lady Night - Anota Aí - Encrenca - Carinha de Anjo - Pânico na Band | - É Fada - Internet O Filme - Minha Mãe É uma Peça 2 *Eu Fico Loko - Meus 15 Anos - Carrosel 2 - Os Penetras 2 - TOC – Transtornada Obsessiva Compulsiva - Um Tio Quase Perfeito - Vai Que Cola – O Filme                                                                         |
| Melhor Canal do YouTube | Youtuber do Ano |
| - 5inco Minutos - Flavia Pavanelli - Canal Canalha - Eu Fico Loko - Pipocando - Nah Cardoso - Depois das 11 - Whindersson Nunes - Malena 0202 *Authentic Games - pcGuel | *Kéfera - Flávia Pavanelli - Whindersson Nunes - Pedro Rezende - Gusta Stockler - Igor Cavalari - Taciele Alcolea - Felipe Neto - Luba - Felipe Castanhari |
| Melhor Cantora | Melhor Cantor |
| *Anitta - Sophia Abrahão - Ivete Sangalo - Larissa Manoela - Luana Camarah - Marília Mendonça - Manu Gavassi - Lua Blanco - Naiara Azevedo - Ludmilla | - Rodrigo Marim - Fiuk *Luan Santana - Mika - Arthur Aguiar - Tiago Iorc - Lucas Lucco - Gusttavo Lima - João Guilherme - Wesley Safadão |
| Melhor Banda | Música do Ano |
| - Banda Twoal - Fly - NX Zero *Malta - Troia - Trio Yeah - Jamz - Banda UÓ - GANNAH Live | - Amei Te Ver – Tiago Iorc *Trem Bala – Ana Vilela - Doidona Na Pista – Rodrigo Marim - Surreal – Mia Wicthoff - Primeiro Amor – Malta - Acordando o Prédio – Luan - 50 reais – Naiara Azevedo - O Bom é Que Passa – Sophia Abrahão - A Flor – Arthur Aguiar - Paradinha – Anitta |
| Clipe do Ano | Melhor Dupla |
| - Me Espera – Tiago Iorc e Sandy - Melodia da Vida – Towal - Doidona na pista – Rodrigo Marim - Acordando o Prédio – Luan Santana - Primeiro Amor – Malta *Você Partiu Meu Coração – Nego do Borel, Anitta e Wesley Safadão - O Bom É que Passa – Sophia Abrahão - Back Home – Gannah Live - Romântico Anonimo – Marcos e Belutti - Avisa Que Eu Cheguei- Naiara Azevedo e Ivete Sangalo | *Simone e Simaria - Marcos e Belutti - Jorge e Mateus - S.E.L.V.A - Bruninho e Davi - Thaeme e Thiago - Henrique e Juliano - Anavitória - Maiara e Maraisa - Mateus e Kauan |
| Melhor Show | |
| - Simone e Simaria - Luan Santana *Ivete Sangalo - Anitta - Alok - Wesley Safadão - Pabllo Vittar - Naiara Azevedo - Marília Mendonça - Maiara e Maraisa | |